# Vadims Žuļevs
Vadims Žuļevs (Brocēni, 1988. március 1. –) lett válogatott labdarúgó, a FK Ventspils játékosa.

## Pályafutása

### Klubcsapatokban
Pályafutását szülővárosában kezdte, majd 2006-ban került Daugava Daugavpils csapatához. Két évet töltött a klubnál, a 2007–2008-as szezonban alapembere volt a csapatnak, 24 bajnokin lépett pályára. 2008 nyarán a városi rivális Daugava Rigához szerződött, ahol egy szezon alatt tizenhárom bajnoki mérkőzésen egy gólt szerzett. 2009 nyarán a magyar élvonalbeli Lombard Pápa igazolta le. Három idény alatt huszonnyolc alkalommal kapott lehetőséget a csapatnál. 2012-ben visszatért hazájába, ahol a Jūrmala és a Jelgava csapataiban játszott. Előbbi csapat színeiben a 2012-es idényben huszonnyolc bajnoki találkozón kapott lehetőséget és két gólt szerzett. 2014 májusában Lett Kupát nyert a Jelgavával. 2014 nyarán visszatért Magyarországra, és újból a Lombard Pápa játékosa lett, ahol kétéves szerződést írt alá. A 2014–2015-ös szezonban húsz bajnokin szerepelt, majd miután a Lombard kiesett az élvonalból, Žuļevs ismét visszatért hazájába. 2015 és 2018 között 72 bajnokin lépett pályára a Ventspilsben, majd 2019 januárjában a Liepājához igazolt.

### A válogatottban
A lett U21-es válogatottban 2008 és 2010 között 22 mérkőzésen lépett pályára. A felnőtt válogatottban 2018. október 16-án mutatkozott be a 2018–2019-es UEFA Nemzetek Ligája-sorozat Grúzia elleni csoportmérkőzésén.

## Mérkőzései a lett válogatottban
| #  | Dátum             | Ellenfél | Eredmény | Kiírás          | Esemény |
| -- | ----------------- | -------- | -------- | --------------- | ------- |
| 1. | 2018. október 16. | Grúzia   | 0 – 3    | Nemzetek Ligája |         |

## Sikerei, díjai
FC Daugava Daugavpils:
- Lett labdarúgókupa: 2008

FK Jelgava:
- Lett labdarúgókupa: 2014